# تترازن انفجاری
تترازن انفجاری (به انگلیسی: Tetrazene explosive) با فرمول شیمیایی C۲H۶N۱۰·H۲O یک ترکیب شیمیایی با شناسه پاب‌کم ۵۴۸۶۷۸۸ است. که جرم مولی آن ۱۸۸٫۱۵ g/mol می‌باشد. شکل ظاهری این ترکیب، بلور بی‌رنگ یا ورقه‌های زرد کمرنگ است.